# (96344) Scottweaver
(96344) Scottweaver est un astéroïde de la ceinture principale.

## Description
(96344) Scottweaver est un astéroïde de la ceinture principale. Il fut découvert le 5 septembre 1997 à Alfred University (en) par Adrienne Makita Robbins. Il présente une orbite caractérisée par un demi-grand axe de 2,21 UA, une excentricité de 0,16 et une inclinaison de 3,1° par rapport à l'écliptique.

## Compléments